# Gonioscelis whittingtoni
Gonioscelis whittingtoni là một loài ruồi trong họ Asilidae. Gonioscelis whittingtoni được Londt miêu tả năm 2004. Loài này phân bố ở vùng nhiệt đới châu Phi.